# Schermscheefbloem
De schermscheefbloem (Iberis umbellata) is een  eenjarige plant uit de kruisbloemenfamilie (Brassicacea). De soort komt van nature voor in Zuid-Europa en is ingeburgerd in België. In Nederland is de soort verwilderd. De soort wordt in de siertuin gebruikt. Het aantal chromosomen is 2n = 34.
De plant wordt 15-60 cm hoog en heeft een rechtopgaande, naar boven sterk vertakte en uitgespreide stengel. De bladeren zijn 15–25 mm lang. De rozetbladeren en de onderste stengelbladeren zijn langwerpig of lancetvormig en hebben een getande rand. De middelste en bovenste stengelbladeren zijn lineair-lancetvormig en gaafrandig.
De schermscheefbloem bloeit vanaf juni tot in september met bloemen, die van wit naar paars of roze verkleuren. De bloeiwijze is een tros, die aanvankelijk schermachtig is. De buitenste kroonbladen zijn 8-15 mm lang en de twee binnenste zijn twee tot drie keer korter. De naam scheefkelk is afgeleid van de ongelijkheid van de kroonbladen. 
De vrucht is een 5-10 mm lang hauwtje met een 2,5-4 mm lange snavel. In het bovenste deel heeft het hauwtje twee breed-driehoekige vleugels.

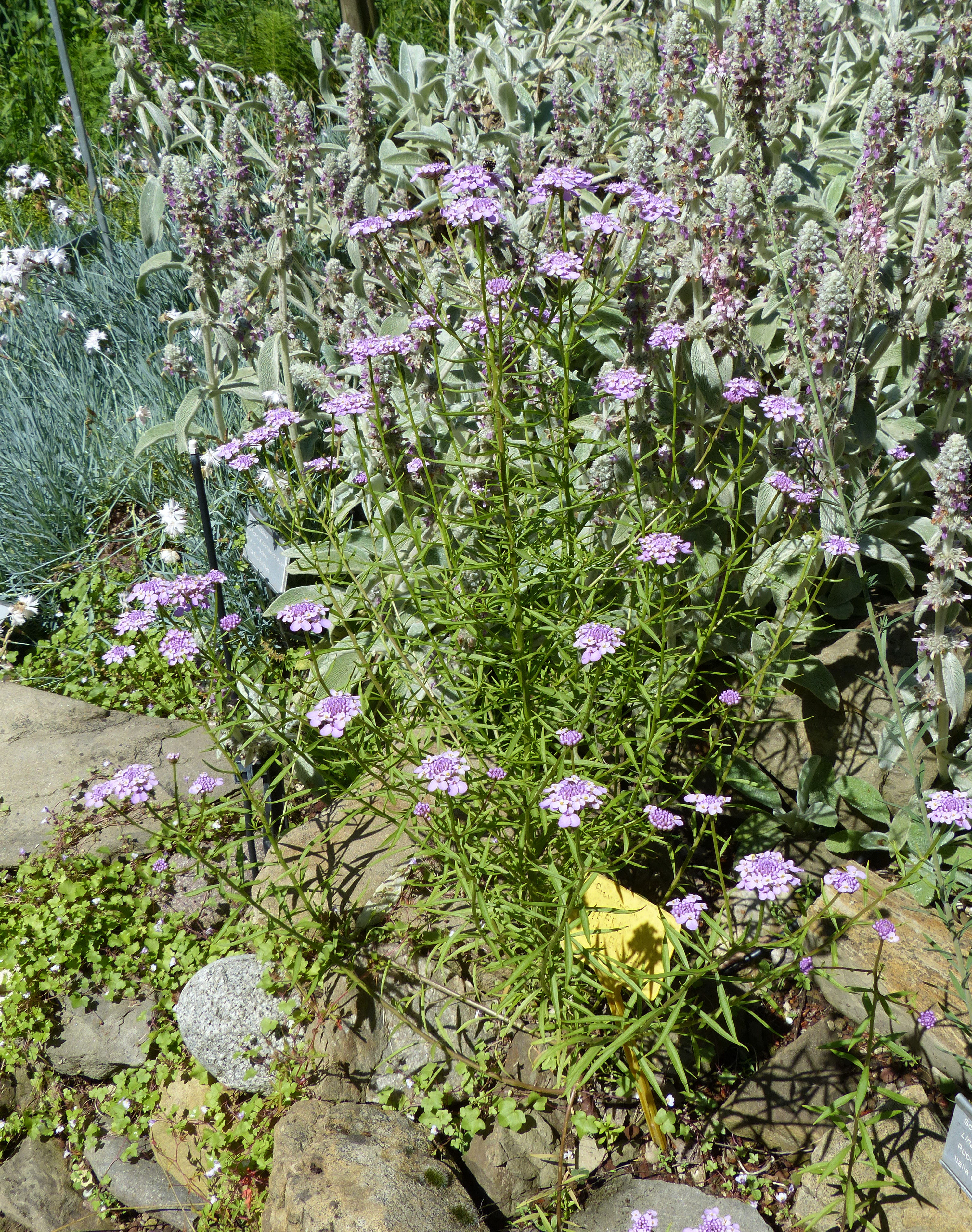
Plant
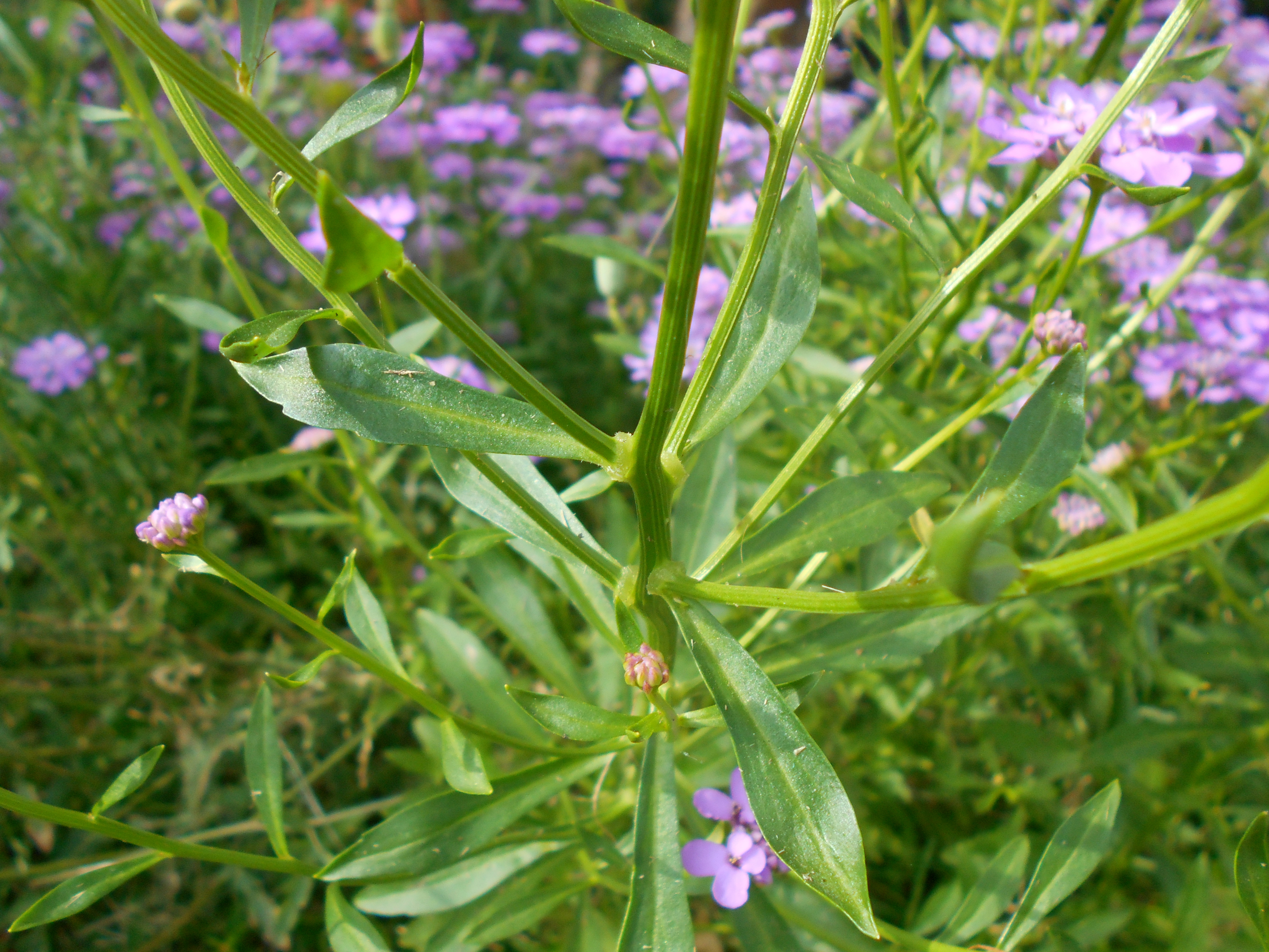
Stengel
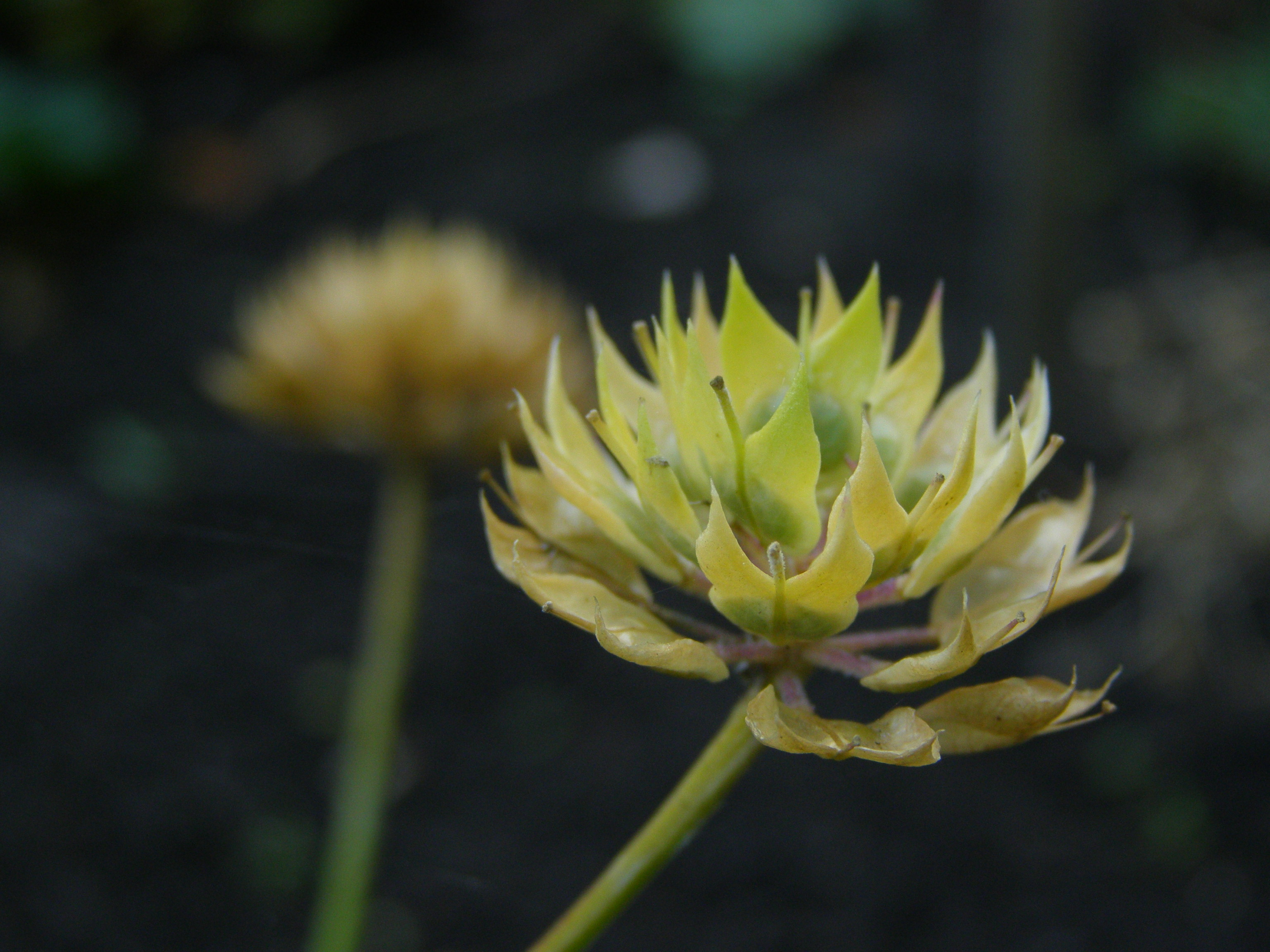
Vruchten

De schermscheefbloem komt voor op vochtige, licht beschaduwde muren, rotsachtige en beboste hellingen en  beschaduwde zeeduinen.